# Roland Garros repülőtér
A Roland Garros repülőtér (IATA: RUN, ICAO: FMEE) egy nemzetközi repülőtér Réunionon, Franciaország tengeren túli megyéjében, Saint-Denis közelében. Éves utasforgalma 2 345 161 fő (2022).

## Futópályák
A repülőtér futópályái:
- 12/30 (3200 m, 45 m, aszfalt)
- 14/32 (2670 m, 45 m, aszfalt)

## Forgalom
Az utasforgalom az elmúlt években az alábbi módon változott:
| Utasok száma | 359 000 | 597 000 | 897 000 | 1 254 000 | 1 490 382 | 1 573 259 | 1 749 958 | 2 002 366 | 2 473 843 | 2 345 161 |
|              | 1980    | 1987    | 1992    | 1996      | 2000      | 2005      | 2009      | 2013      | 2018      | 2022      |

## Kiszolgált repülőterek
- Dzaoudzi–Pamandzi nemzetközi repülőtér (Dzaoudzi, Air Austral)
- Párizs–Orly repülőtér (1967–, Párizs, Air France, Corsair International)
- Párizs-Charles de Gaulle repülőtér (Párizs, Air Austral)
- Sir Seewoosagur Ramgoolam nemzetközi repülőtér (Mauritius, Air Mauritius, Air Austral)
- Seychelles nemzetközi repülőtér (Air Austral)
- Ivato repülőtér (Air Madagascar)
- Csennai nemzetközi repülőtér (Air Austral)
- O. R. Tambo nemzetközi repülőtér (Air Austral)
- Said Ibrahim herceg nemzetközi repülőtér (Air Austral)
- Fascene Airport (Nosy Be, Air Austral)
- Marseille Provence repülőtér (Marseille, Air Austral)
- Toamasina Airport (Air Austral)
- Szuvarnabhumi nemzetközi repülőtér (2008–, Bangkok, Air Austral)
- Sydney-i repülőtér ( – 2012. március, Air Austral, Sydney)
- La Tontouta nemzetközi repülőtér (–2020, Nouméa)
- Tôlanaro Airport (Air Madagascar)